# Bernhard Ludwig Suphan
Bernhard Ludwig Suphan, född den 18 januari 1845 i Nordhausen, död (genom självmord) den 8 februari 1911 i Weimar, var en tysk litteraturhistoriker.
Suphan kallades 1887 till Erich Schmidts efterträdare som direktor för Goethe- und Schiller-Archiv i Weimar, i vilken befattning han kvarstod till 1911. Bland Suphans många arbeten i den tyska litteraturhistorien kan nämnas Friedrich des grossen Schrift über die deutsche Litteratur (1888), ett par arbeten om Hans Sachs (1894 och 1895), upplagor av Goethes moders brev (1889), Goethes och Schillers xenier (1893, med Schmidt) med mera och, framför allt, den monumentala och mönstergilla upplagan av Herder (1877–1909), varjämte han var medutgivare av Weimarupplagan av Goethes verk och "Schriften der Goethe-Gesellschaft".